# Гуковичі
Гуковичі (Гуковіче, пол. Hukowicze) — село в Польщі, у гміні Чижі Гайнівського повіту Підляського воєводства. Населення — 57 осіб (2011).

## Історія
Вперше згадуються 1576 року. У другій половині XIX століття в селі була відкрита церковна школа грамоти.
У 1975—1998 роках село належало до Білостоцького воєводства.

## Демографія
Демографічна структура станом на 31 березня 2011 року:
|          | Загалом | Допрацездатний вік | Працездатний вік | Постпрацездатний вік |
| -------- | ------- | ------------------ | ---------------- | -------------------- |
| Чоловіки | 28      | 1                  | 17               | 10                   |
| Жінки    | 29      | 7                  | 12               | 10                   |
| Разом    | 57      | 8                  | 29               | 20                   |

У 1891 році в селі налічувалося 35 домів і 280 мешканців, у 1936 році — 24 доми та 125 мешканців, у 1959 році — 26 домів і 125 мешканців.